# Economía informal en México

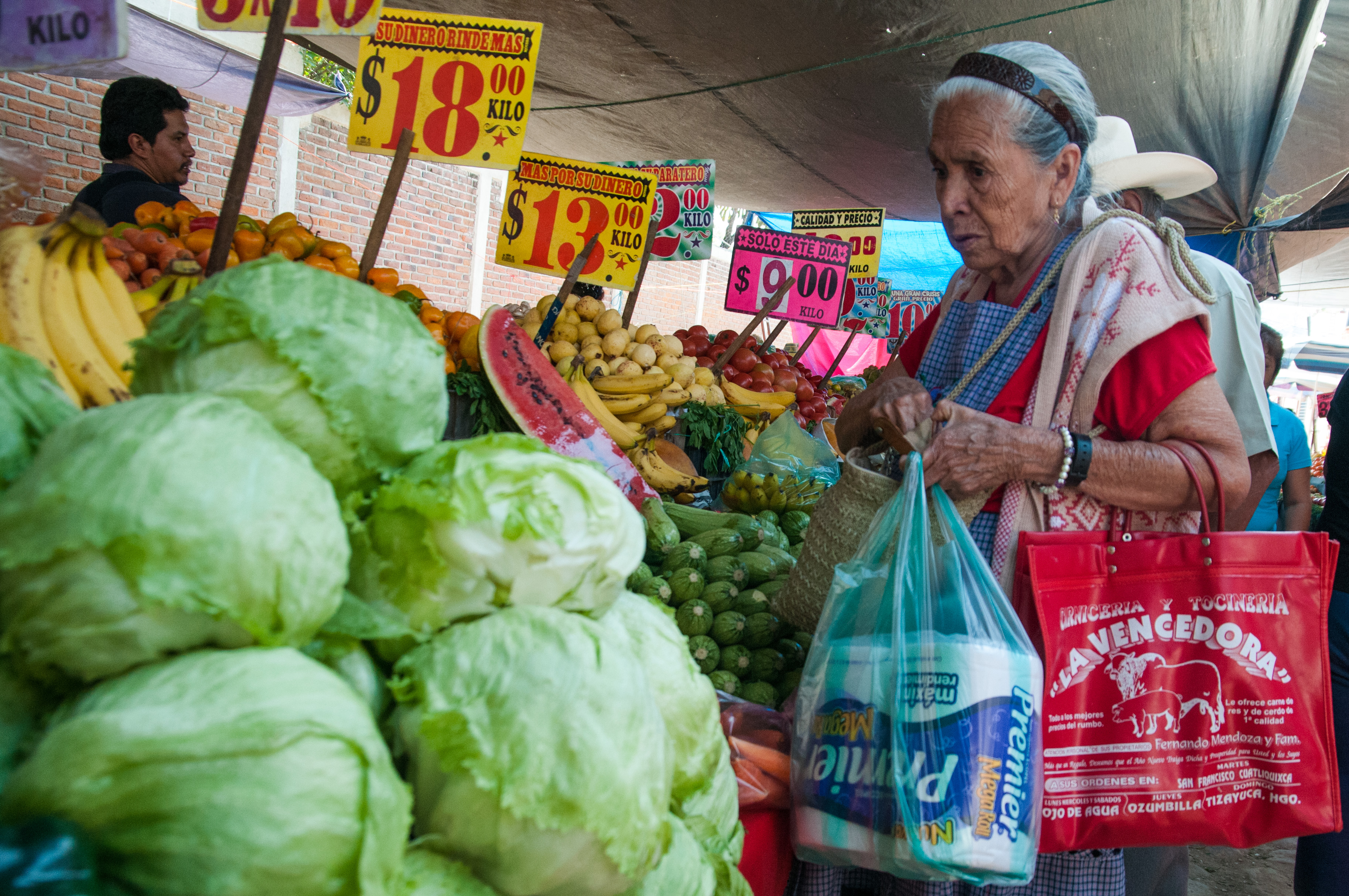
Los tianguis o mercados callejeros constituyen, en buena medida, muestras del mercado informal de México.

La economía informal en México representa en 24.4% del Producto Interno Bruto de dicho país, esto es, casi un cuarto de los ingresos generados en México en 2022. Las autoridades hacendarias en México consideran que cerca del 60% de los empleos del país son generados por la economía informal, sin embargo, solamente un 40% de la población dedicada a esta clase de mercado aporta al gasto público.
En México el concepto de economía informal engloba diversas actividades y conductas que van desde la venta de productos lícitos de manera ambulante bajo la tradición del tianguis, hasta la comercialización de productos considerados ilegales como las copias no autorizadas de productos denominada "piratería".

## Desarrollo histórico
Por su naturaleza, el seguimiento histórico de la economía informal es complejo, sin embargo, se utiliza el aporte formal al gasto público como el parámetro para determinar su existencia. Así, se considera que durante la primera parte del siglo XX, la economía informal estaba representada por la economía rural que hacia 1930 representaba el 68.7% de la población en México.
Entre 1956 y 1970, dicho sector pasaría del 17.1% del total del PIB al 11.5%.Es en esta época que el comercio informa comienza a ser estudiado a partir de los impulsos de la Organización Internacional del Trabajo al respecto. Hacia 1976, el 38.6% del trabajo urbano era informal.
Tras las crisis financieras de los años 90 y la firma del Tratado de Libre Comercio de América del Norte México pasó, entre 1995 y 2003, de 8.6 millones a 10.8 millones de personas ocupadas en la informalidad.
Hacia 2019, se calculaba que el 60% de las personas de México trabajaban en el sector informal.

## Participación de las mujeres en la economía informal
Estudios sobre las brechas de género laborales en México han demostrado que las mujeres presentan una importante concentración en sectores vulnerables y de baja productividad dentro del mercado laboral, lo que representa un obstáculo para su inserción dentro del mercado laboral.
Conforme a datos de 2022, se considera que del total de las mujeres en el mercado laboral 13 millones de ellas lo hacen en el mercado informal, representando 56%, frente al 44% ocupadas dentro de la formalidad.